# Mausolée de Toumân Âqâ
Le mausolée de Toumân Âqâ (ou âghâ, « princesse », prononciation: ârâ) est le tombeau d'une des épouses de Tamerlan, l'impératrice Toumân Âqâ. Le mausolée, qui se trouve à Kohsan (en), dans l'ancien Khorassan, non loin de Hérat. Il date du XVe siècle, période qui correspond à l'apogée de l'empire timouride.
Il a souffert de graves dommages au cours de la guerre d'Afghanistan, du fait d'un bombardement soviétique qui l'a laissé à l'état de ruines. Il a été reconstruit avec soin au début des années 1990.

## Localisation
Le mausolée est situé à environ cent kilomètres à l'ouest de la ville d'Hérat, dans l'ouest de l'Afghanistan, non loin des frontières avec l'Iran et le Turkménistan. Kohsan se trouve sur la route qui relie Hérat et Mashhad.

## Histoire du bâtiment

### L'impératrice
Toumân Âqâ, née en 1366 dans une famille princière, est devenue la sixième femme de Tamerlan en 1377, à l'âge de onze ans (elle n'aura pas d'enfant). Après la mort de son époux en 1405, et en 1407, elle est contrainte par l’un des petits-fils de Tamerlan, de se remarier. En 1411, elle se retrouve à nouveau veuve. Son beau-fils Shâh Rokh (un des fils de Tamerlan) la reçoit alors à Hérat, et lui donne en apanage le fief de Kousaviyya, l'actuelle ville de Kohsan. L'impératrice fait bientôt bâtir, pour elle, un mausolée et différents bâtiments, qui est terminé en 1440. En 1444, elle entreprend le pèlerinage à La Mecque via Damas et Le Caire,.

### Le complexe funéraire
Le mausolée qu'elle fait bâtir se trouve en fait dans un complexe architectural: il est flanqué, à l'est, par une madrasa, et à l'ouest, par une mosquée, auxquelles s'ajoutent, au nord-ouest de Kohsan, un fort et un caravansérail>,.
Au XIXe siècle, différents voyageurs passent par la ville et mentionnent la ville: en 1835, Jean-Paul Ferrier y voit un bourg largement en ruine; il ne dit rien du complexe funéraire. L'officier britannique Arthur Conolly et l'orientaliste russe Nikolaï Khanykov évoquent, respectivement en 1834 et 1858, la mosquée et la madrasa, relevant tous deux qu'il n'en reste que des ruines. D'autres voyageurs, membres de l'Afghan Boundary Commission, mentionnent le bâtiment vers la fin des années 1880.
Aucune fouille archéologique n'a été réalisée dans le mausolée, qui est en mauvais état dès le milieu des années 1970: son décor avait déjà disparu. L'archéologue Rafi Samizay signale en 1981 qu'on y stocke du matériel. En 1984-1985, durant la guerre d'Afghanistan, des combats entre les troupes soviétiques et la résistance afghane provoquent de nombreuses destructions dans la région au printemps 1985: au cours de ces opérations, la coupole du mausolée est presque complètement détruite coupole, et les autres éléments du complexe sont à l'état de ruine,,. La restauration du site commence en 1992, et elle est achevée en 2002. Des éléments de décor ont pu été replacés sur le tambour du dôme.

## Architecture
Le mausolée, précédé au sud par un portail en ogive, est un édifice octogonal dont chaque côté mesure environ 5,75 mètres. Cet octogone est surmonté en son centre par un dôme de 20 mètres de hauteur environ. Il s'agit en fait d'une double coupole de forme sphéro-cônique qui repose sur un tambour élancé, lui-même s'appuyant sur la base octogonale. Du côté ouest, séparant le mausolée de la mosquée, on trouvait une salle plus petite destinée à recevoir la dépouille mortelle. Sur sa face extérieure, la coupole et le tambour étaient recouverts d'un décor de briques bleues en glaçure. La base présentait sur tout le pourtour un dessin blanc sur fond bleu. Les revêtements présentaient des inscriptions religieuses en style naskh et en style koufique. On y trouve aussi la date à laquelle le bâtiment fut terminé: « En l'an 844 » (de l'hégire) à savoir 1440-1441 de notre ère.
À l'intérieur, on trouve sur les côtés de l'octogone des niches décorées de muqarnas. Le dôme était consolidé par deux poutres en bois qui se croisaient en hauteur. La salle du mausolée présente un décor riche, comme celui du mausolée de Goharshad à Hérat, avec des céramiques bleu turquoise et de lapis lazuli. Les murs et le plafond sont peints. Une calligraphie en style thuluth reproduit un verset du Coran (et il est probable qu'il y en avait d'autres).
On a aussi relevé la présence d'un système de ventilation, comme dans le mausolée du Gour Emir de Samarcande, apparemment pour aérer une crypte où devait se trouver la tombe de la commanditaire de l'édifice. Mais les fouilles n'ont pas permis de mettre au jour une telle crypte, si bien que son existence ne peut être assurée.

## Le mausolée de Samarcande
Il faut noter que Tumân Âqâ a fait bâtir un autre complexe funéraire à Samarcande, dans la nécropole de Shah-e Zindeh, et c'est l'un des plus importants de cet ensemble. Il est aussi constitué d'une mosquée et d'un mausolée. Le bâtiment porte la date de 808 hégire (1405-6 de notre ère), mais le corps de l'impératrice n'y a pas été déposé. On peut ajouter que Tumân Âqâ a commandité, dans le bazar de la même ville, un khânqâh et le souk des Kolâhforushân (« vendeurs de chapeaux »), près du Registân. Toutefois, ce bazar n'existe plus.
Les images du mausolée de Tumân Âqâ à Shah-e Zindeh à Samarcande, datant des XIVe – XVe siècles, construits en partie sous Tamerlan, permettent de se faire une idée du mausolée qui se trouve à Kohsan, ainsi que de la richesse du décor. L'édifice se trouve près de l'entrée nord de la nécropole.

## Galerie Shah-e Zindeh

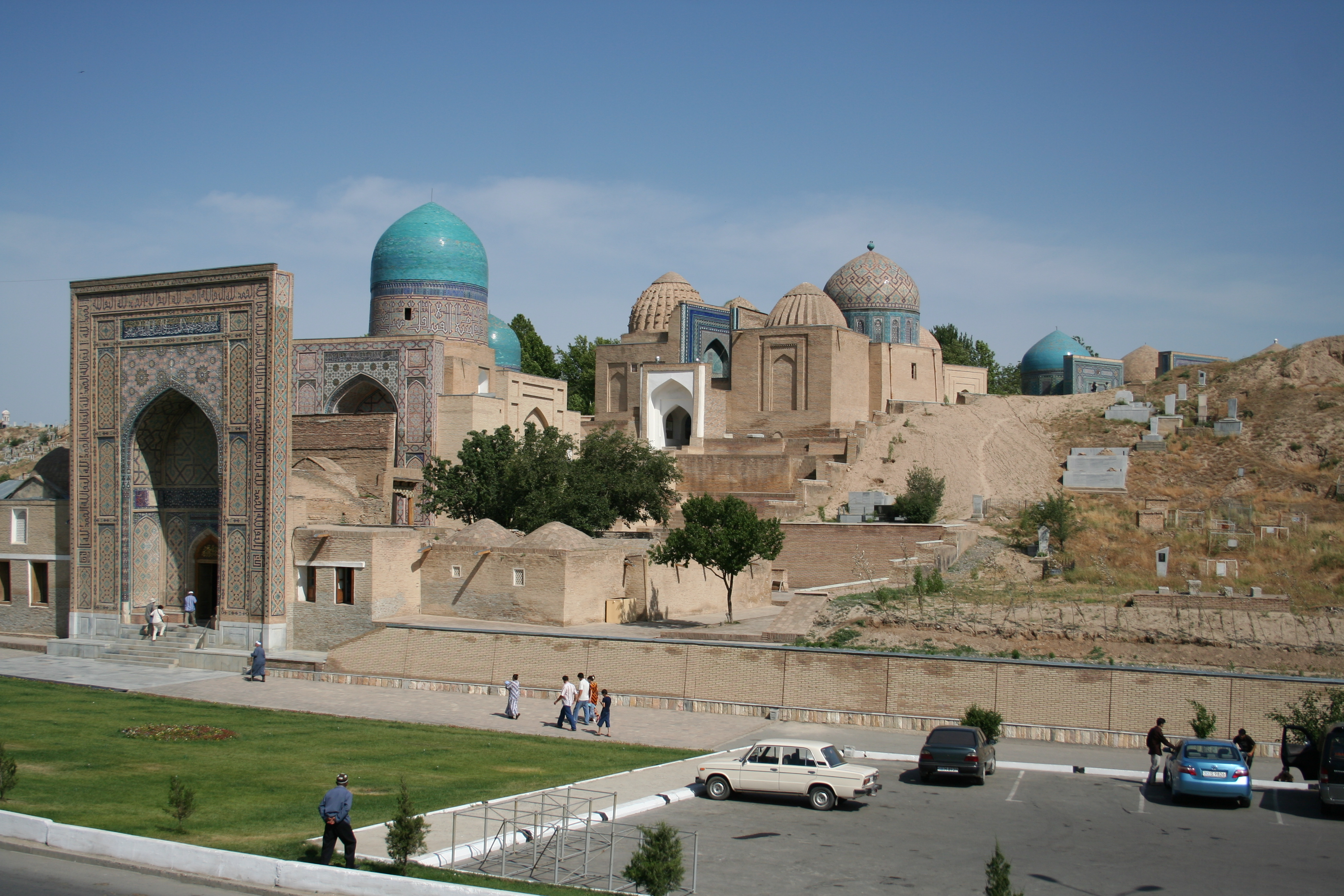
Shah-e Zindeh. Au premier plan, le grand portail; le premier mausolée donne une idée de celui de Kohsan.
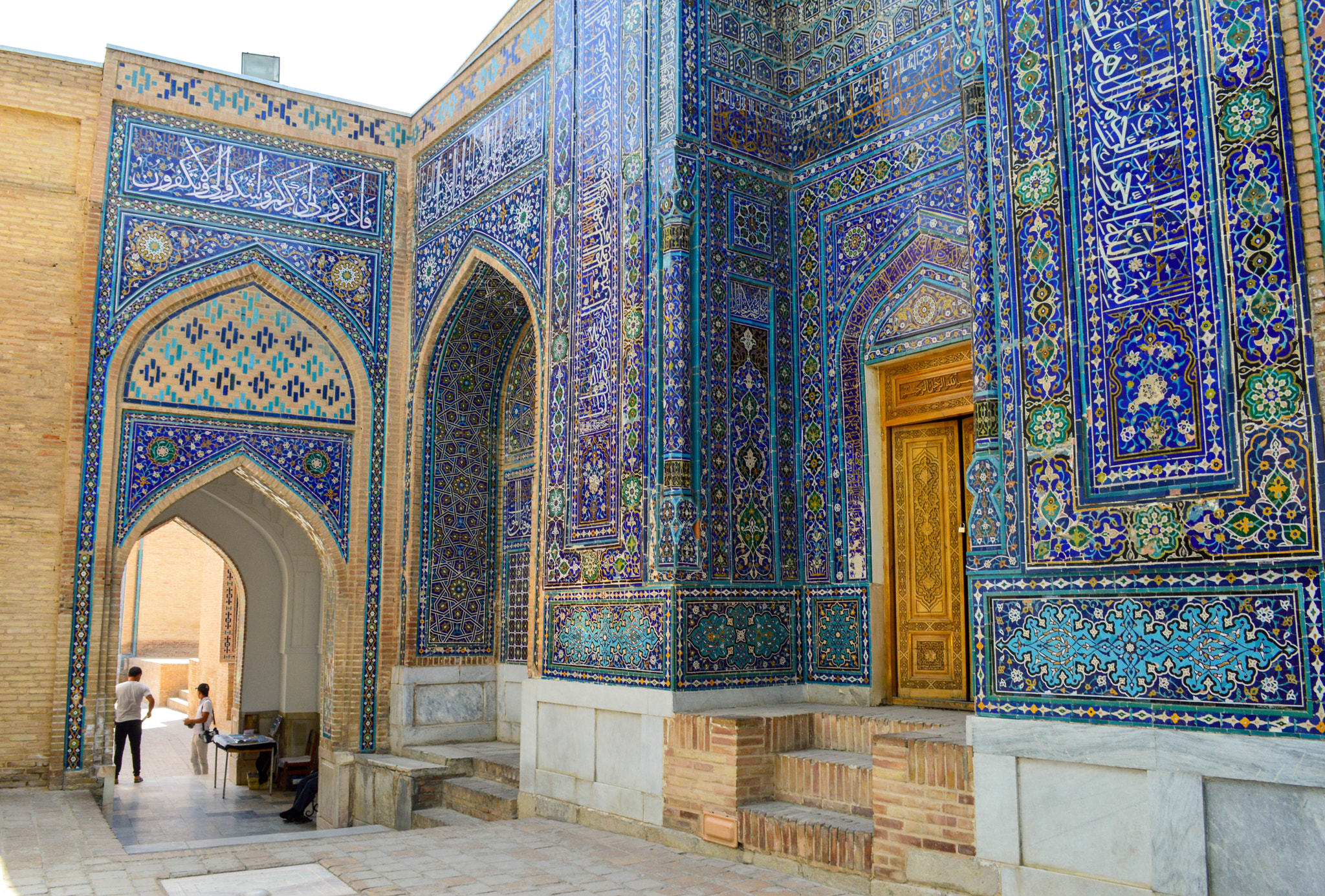
Entrée du complexe de Tumân Âqâ (avec la porte entrouverte).
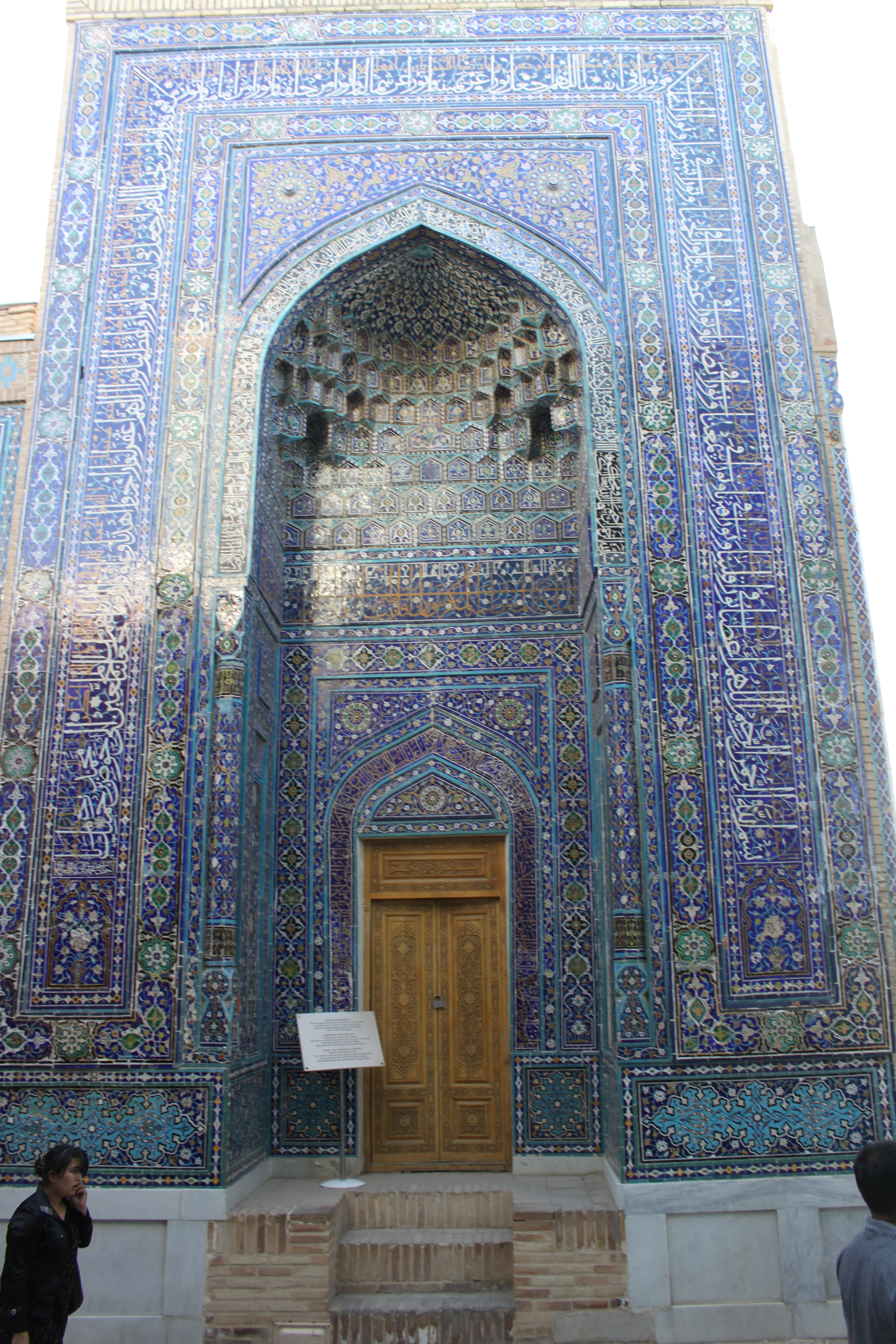
Entrée du complexe de Tumân Âqâ. Au sommet de la niche, le décor en muqarnas.
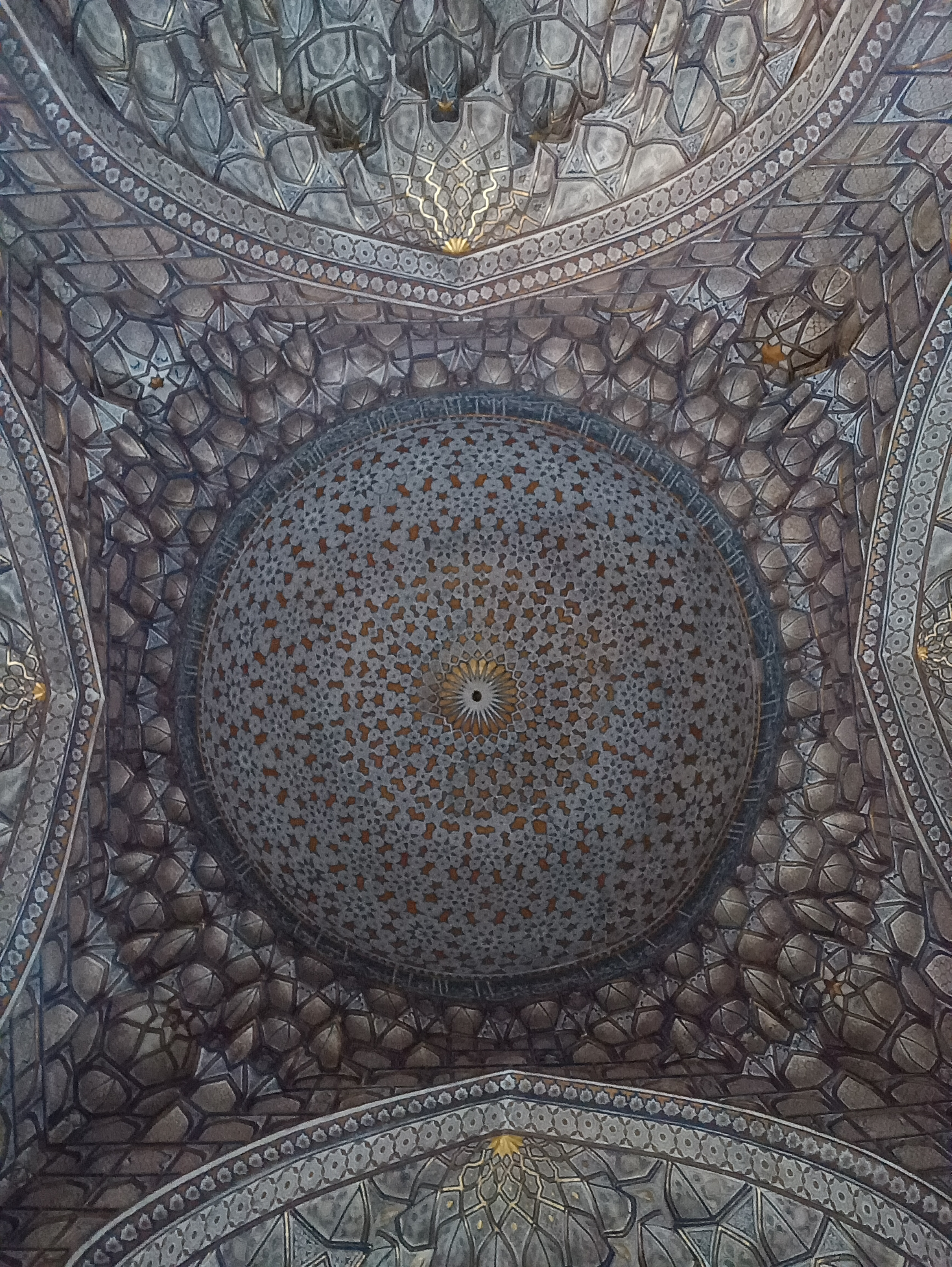
Intérieur du dôme.
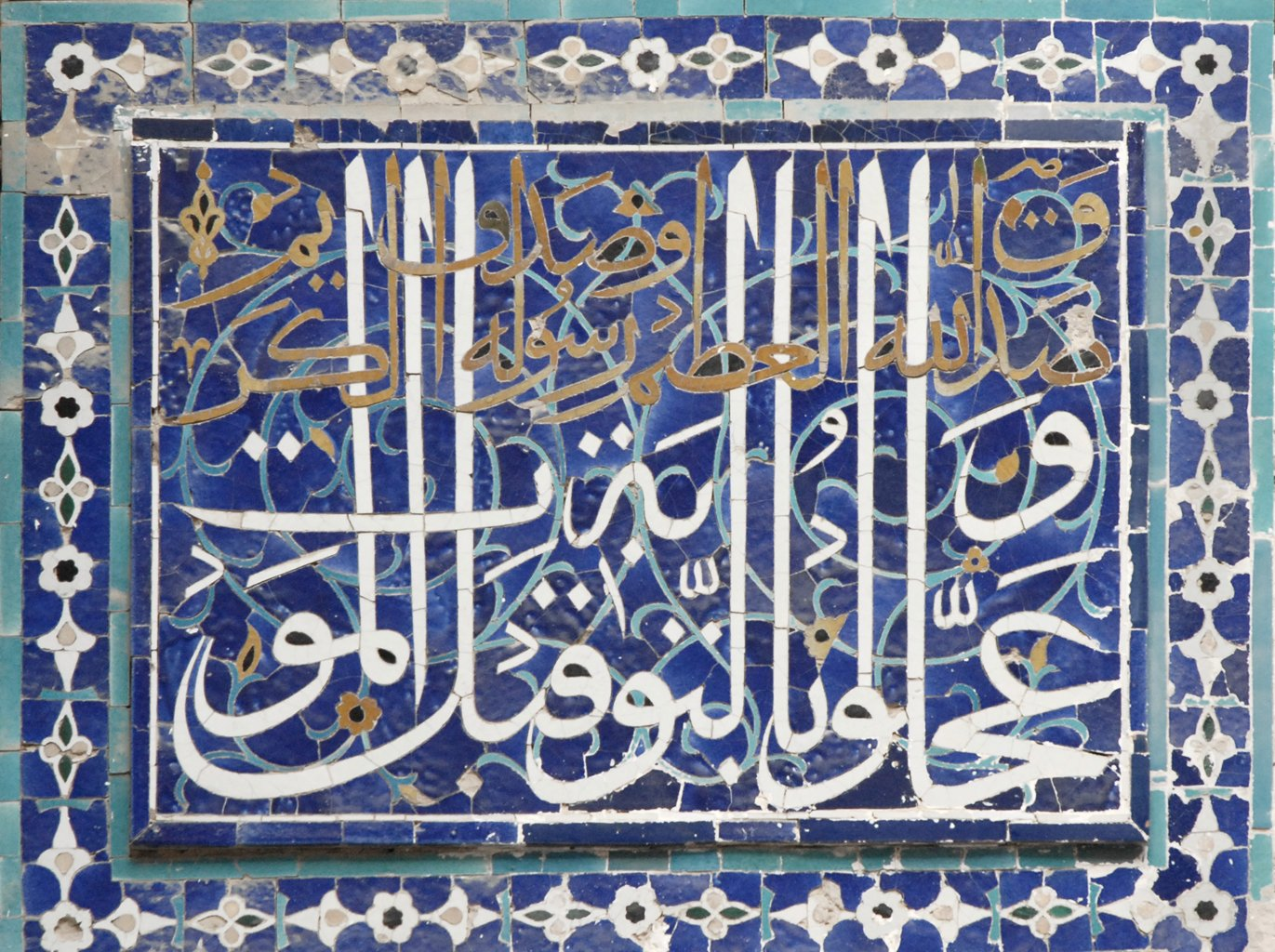
Calligraphie sur la façade.
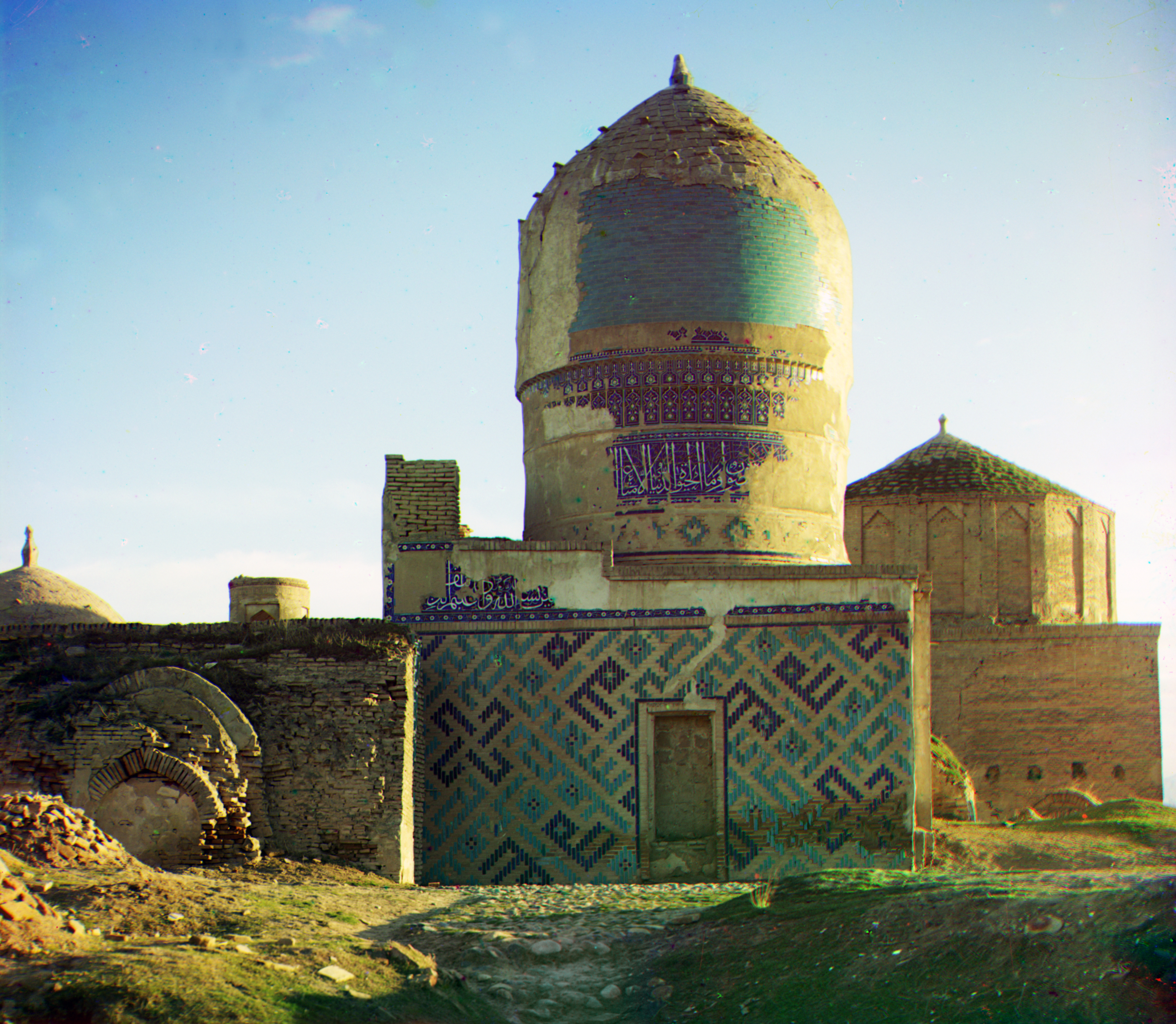
Vue de l'arrière du mausolée vers 1910. Le tambour et la coupole sont très proches de tombeau de Kohsan.